# 수출조합
수출조합(輸出組合)은 국제적 관행을 지켜 부당한 매매를 방위할 목적으로 조직된 수출업자의 조합으로 협동조합적인 성격을 띠고 있다. 수출입 거래법(무역거래법)을 기본으로 결성되어 영리사업을 하지 않음, 가맹과 탈퇴는 자유임, 조합원의 의결권·선거권은 평등함 등의 조건 밑에 불공정한 수출 거래를 방지하고 조합원에게 자금을 대부해 주는 활동을 한다.